# Fritz Fuchs (konstnär)
Fritz Fuchs, död 2018, var en tysk konstnär och arkitekturfärgsättare som under en stor del av sitt yrkesliv bodde och arbetade i Sverige.
Fuchs var före flytten till Sverige aktiv i Fulda där familjen ägde en skyltmåleri. Han kom 1958 i Stuttgart i kontakt med Arne Klingborg och de var tillsammans i Dornach där Klingborg skapade en utställning om Rudolf Steiners liv. Denna utställning gästade sedan Haag, London, Berlin, Wien och Stockholm. Fuchs var med under hela resan.
Etta av de första projekten i Sverige där Fuchs var delaktig var Kristofferskolan i Bromma. Fuchs gestaltade flera byggnader vid antroposofins centrum i Ytterjärna, ett arbete som han tillsammans med Daniel Johnston presenterat i boken "Hur husen fick sin färg".
Efter färgsättningen av Naturens hus på Djurgården som 1990 blev hedersomnämnd i en tävling var Fuchs sysselsatt med färgsättningen av Stenkullens kyrka.